# Liste d'accidents aériens en 2015
Pour un article plus général, voir Liste de listes d'accidents aériens.
Liste d'accidents et incidents aériens non exhaustive en 2015 :

## Janvier
- Le 18 janvier 2015, un Antonov An-26 appartenant à l'armée de l'air syrienne s'écrase dans le nord-ouest de la Syrie près de l'aéroport militaire d'Abou Douhour avec à son bord 24 passagers, principalement des militaires et 6 membres d'équipage. Il n'y a aucun survivant.
- Le 26 janvier 2015, un avion de combat F-16 de l'armée de l'air grecque s'écrase peu après le décollage sur la base aérienne de Los Llanos située à Albacete en Espagne, au cours d'un exercice aérien de l'OTAN. L'accident fait onze morts : les deux pilotes grecs de l'appareil ainsi que neuf aviateurs français tués au sol[1]. Il s'agit du plus grave accident de l'histoire de l'OTAN et de l'un des plus graves accidents au sein de l'armée de l'air française[2].

## Février
- Le 4 février 2015, à 10 h 35 locales (0235Z), un ATR 72-600 assurant le vol 235 de la compagnie taïwanaise TransAsia Airways entre Taïpei-Songshan et l'île de Kinmenun s'est écrasé peu après son décollage, percutant un véhicule ainsi que le bord d'un pont routier à Taïwan avant de s'écraser dans la rivière en contrebas[3]. Au cours de sa montée initiale, le turbopropulseur droit est tombé en panne mais les pilotes ont par erreur arrêté le moteur gauche, se retrouvant en panne totale. L'avion comptait 58 personnes à bord. Bilan : 15 survivants et 43 morts[4],[5].

## Mars
- Le 9 mars 2015, deux hélicoptères entrent en collision en vol près de Villa Castelli en Argentine. Les dix personnes se trouvant à bord, dont la navigatrice Florence Arthaud, la nageuse Camille Muffat et le boxeur Alexis Vastine, sont décédées dans l'accident[6],[7].
- Le 10 mars 2015, un hélicoptère Sikorsky UH-60 Black Hawk, qui transportait sept marines et quatre membres d’équipage, s'abîme en mer près de la base militaire d’Eglin (Floride, États-Unis) dans le cadre d'une mission d’entraînement. Il n'y a aucun survivant[8].
- Le 13 mars 2015, un hélicoptère de l'armée serbe, transportant 7 personnes dont un enfant malade, s'écrase près de Belgrade. Aucun survivant[9].
- Le 20 mars 2015, un avion-taxi de la compagnie aérienne privée argentine Aviatjet SA s'est écrasé quelques instants après son décollage de l'aéroport régional de Punta del Este (Uruguay) dans des circonstances encore inexpliquées. Les 10 personnes à bord ont péri[10].
- Le 24 mars 2015, un Airbus A320 assurant le vol 9525 de la Germanwings, une filiale de la compagnie aérienne Lufthansa, s'écrase entre Digne et Barcelonnette, dans le département des Alpes-de-Haute-Provence, en France. L'avion comportait à son bord 144 passagers et 6 membres d'équipage, tous décédés[11]. Le copilote, souffrant de graves troubles mentaux, a fait s'écraser l'avion et ses passagers après s'être enfermé dans le poste de pilotage, le commandant de bord se trouvant à l'extérieur. Ce sinistre a remis en cause les mesures internationales pour ce qui est de la sûreté et de la sécurité aérienne[12].

## Avril
- Le 20 avril 2015, sept personnes périssent dans un accident d’avion en République dominicaine. Les 6 touristes – dont deux Espagnols – et leur pilote dominicain venaient de quitter l’aéroport de Punta Cana, dans le nord-est du pays, lorsque l’appareil s’est écrasé sur un terrain de golf. Selon plusieurs témoins, le pilote du petit appareil, un Piper PA-32, aurait essayé de se poser en urgence sur le terrain de golf après un incident technique[13].

## Mai
- Le 9 mai 2015, un A400M-180 N°MSN23 destiné à l'armée de l'air turque, s'écrase en bout de piste sur l'aéroport de Séville (Espagne) au cours de son premier vol d'essai à vide. 4 personnes seraient décédées, 2 gravement blessées. L'un des pilotes aurait signalé un problème technique, avant que l'avion ne heurte un pylône électrique. Il semblerait que la catastrophe soit due à une erreur de programmation des moteurs[14].
- Le 12 mai 2015, un hélicoptère militaire américain UH-1Y Huey effectuant une mission humanitaire à la suite des séismes au Népal, s'écrase dans des régions montagneuses du Nord-Est du Népal. Les 8 occupants de l’appareil ont tous péri[15].

## Juin
- Le 25 juin 2015, un avion de la compagnie aérienne Promech Air a heurté une falaise lors d'un vol de tourisme non loin de la ville de Ketchican (Alaska) aux États-Unis avec 8 passagers et 1 membre d’équipage. Il n'y a aucun survivant[16].
- Le 30 juin 2015, un Hercules C-130 s’est écrasé avec 122 personnes à bord, dans une zone résidentielle de la ville de Medan dans le nord de l’île de Sumatra[17]. Après avoir décollé d’une base aérienne proche, l’appareil (sorti des chaines en 1964) a semble-t-il eu une panne moteur. Le pilote avait demandé à ré atterrir sur la base après son décollage, sans doute en raison d’un problème. L’avion a percuté une zone densément habitée. Il n’a pas été établi par les autorités combien de personnes au sol ont péri dans l’accident[18]. Le bilan s’élève à 142 morts, a indiqué la police de Medan. En Indonésie, c’est le sixième accident d’avion militaire mortel au cours de la dernière décennie.

## Juillet
- Le 31 juillet 2015, à 1409Z (15h09L), un Embraer Phenom 300 s'est écrasé dans le parking d'un concessionnaire de vente aux enchères après avoir raté la piste de l'aéroport de Blackbushe au sud de Londres (Grande-Bretagne)[19]. Les quatre occupants de l'avion sont décédés. L'avion, propriété de Salem aviation à Djeddah (Arabie saoudite), est utilisé par la famille Ben Laden. La sœur ainsi que la belle-mère d'Oussama Ben Laden[20] feraient partie des quatre victimes.

## Août
- Le 1er août 2015, un CASA-235 de l'armée de l'air colombienne s'est écrasé à Agustín Codazzi, dans le nord du pays, à 600 kilomètres de Bogota dans la province de Cesar[21]. L'équipage a reporté des problèmes de moteur tandis que l'appareil volait dans des conditions météorologiques difficiles. Le foudroiement est une hypothèse avancée par certains médias. 11 personnes ont été tuées[22].
- Le 3 août 2015, un avion militaire syrien qui bombardait une ville du nord-ouest s'est écrasé en faisant au moins 37 morts et plus de 60 blessés. Les victimes sont mortes au sol par le crash de l’avion et les bombardements qui l’ont précédé[23].
- Le 4 août 2015, un hélicoptère Sikorsky UH-60 Black Hawk de l'armée de l'air colombienne s'est écrasé dans les montagnes boisées du nord-ouest de la Colombie[24]. 16 policiers ont trouvé la mort.
- Le 6 août 2015, un hélicoptère-ambulance de l'armée pakistanaise s'est écrasé dans le district de Manshera au nord du Pakistan. Les 12 passagers n'ont pas survécu[25].
- Le 6 août 2015, un hélicoptère de l'armée afghane, s'est écrasé dans le sud du pays. Les 17 personnes à bord (12 soldats et 5 membres d'équipage) ont péri[26].
- Le 8 août 2015, une collision entre un hélicoptère et un hydravion en Russie fait 9 morts. Il semble qu'une erreur humaine soit à l'origine de l'accident, le pilote de l'hydravion n'ayant pas prévenu le contrôle aérien de son vol[27].
- Le 12 août 2015, un hélicoptère d'affaire Sikorsky S-76 avec à son bord 12 personnes, s'écrase au Nigeria dans la lagune de Lagos. L'accident fait 6 morts et 6 blessés[28].
- Le 16 août 2015, un avion médical namibien qui transportait cinq Sud-Africains s'est écrasé dans le parc naturel du Tygerberg, près de la ville du Cap. Il n'y a aucun survivant[29].

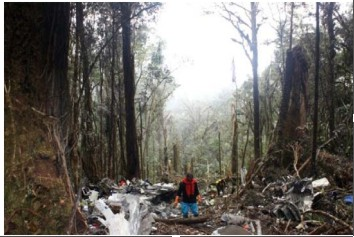
Site de l'accident du vol 257 Trigana Air Service.

- Le 16 août 2015, un ATR 42-300 de la compagnie aérienne Trigana Air Service assurant le Vol 257 Trigana Air Service s'est écrasé dans les montagnes du centre de la Nouvelle-Guinée dans la province indonésienne de Papouasie. Les 54 personnes à bord ont toutes péri[30].
- Le 20 août 2015, deux bimoteurs L410 Turbolet sont entrés en collision près de Červený Kameň (30 km de Bratislava), en Slovaquie. Les deux appareils transportaient une équipe de 40 parachutistes. 7 personnes n'ont pas survécu. Deux personnes sont rescapées et ont pu ouvrir leur parachute durant la chute[31]. Quinze parachutistes seraient encore disparus. Le bilan n'est pas encore définitif[32].
- Le 22 août 2015, un avion de chasse Hawker Hunter des années 1950 s'est écrasé à Brighton, sur la côte sud de l'Angleterre, lors d'un meeting aérien. L'appareil a percuté plusieurs voitures sur l'A27. 11 morts sont à déplorer[33].
- Le 23 août 2015, un hydravion de la compagnie Air Saguenay s'écrase en Côte-Nord, près de la municipalité des Bergeronnes. Tous les occupants de l'appareil ont péri, soit 6 personnes[34].

## Septembre
- Le 5 septembre 2015, un avion médical qui transportait sept personnes, dont une patiente française, du Burkina Faso au Sénégal, s'est abîmé au large de Dakar[35].
- Le 15 septembre 2015, un hydravion de Havilland Canada DHC-3 Otter s'écrase près d'Iliamna, en Alaska, faisant trois morts et sept blessés dans des circonstances encore inconnues[36].

## Octobre
- Le 1er octobre 2015, en Afghanistan, un C-130 de l'USAF s'écrase et fait 11 morts dont 5 civils[37].
- Le 2 octobre 2015, le vol 7503 Aviastar, affrété par la compagnie aérienne indonésienne PT Aviastar Mandiri, s'écrase 7 minutes après son décollage. Les 7 passagers et 3 membres d’équipage ont péri[38].
- Le 27 octobre 2015, en Libye à proximité de la capitale Tripoli, le crash d'un hélicoptère avec un nombre inconnu de personnes à bord a fait 18 morts. L'appareil a été abattu[39].

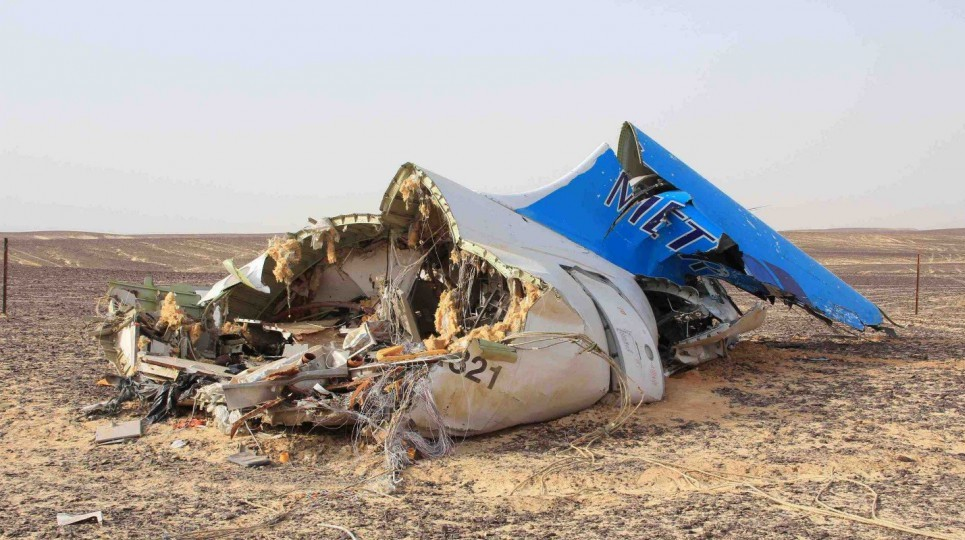
La section de la queue de l'avion du Kogalymavia 9268 qui s'est détaché du fuselage après l'explosion.

- Le 31 octobre 2015, un Airbus A321 assurant le Vol Kogalymavia 9268 d'une compagnie charter russe reliant Charm el-Cheikh en Égypte à Saint-Pétersbourg en Russie avec 224 personnes à bord s'est disloqué en plein vol, à la suite d'un attentat à la bombe, dans le Sinaï égyptien. Tous les passagers ont péri.

## Novembre
- Le 4 novembre 2015, un Antonov s'est écrasé peu après avoir décollé de l'aéroport de Djouba, la capitale du Soudan du Sud avec un nombre indéterminé de passagers. 41 corps ont été retrouvés sur le site de l'accident, il y aurait deux survivants mais il pourrait y avoir de nombreuses victimes supplémentaires au sol[40].
- Le 11 novembre 2015, un avion privé s'écrase à Akron dans l'Ohio aux États-Unis faisant 9 morts[41].
- Le 21 novembre 2015, un hélicoptère Aérospatiale AS350 Écureuil s'écrase sur un glacier en Nouvelle-Zélande, tuant les sept personnes qui se trouvaient à bord[42].
- Le 26 novembre 2015, un hélicoptère de transport Mi-8 s'écrase en Sibérie occidentale en Russie, faisant 11 morts et sept blessés[43].

## Décembre
- Le 22 décembre 2015, un bimoteur, Beech Super King Air B-200, s'est écrasé près de l'aéroport de Delhi en Inde, peu après son décollage après avoir déclaré un problème technique. 10 personnes dont les 2 pilotes ont été tuées[44].
- Le 24 décembre 2015, un Airbus A310-304F[45] cargo de la compagnie Services Air termine sa course au-delà des limites de la piste à Mbuji-Mayi en République démocratique du Congo, tuant huit personnes au sol. Selon le récit du pilote, "le cargo a connu un problème de freinage sous une pluie battante"[46].